# دنيس ميلز
دنيس ميلز هو سياسي كندي، ولد في 19 يوليو 1946 في تورونتو في كندا. حزبياً، نشط في الحزب الليبرالي الكندي. وقد انتخب عضو مجلس العموم الكندي.